# Pororó (Tradición de Izabal, Guatemala)
El pororó es un baile típico del pueblo garífuna, para celebrar su devoción a la Virgen. El baile empieza el 12 de diciembre, día de la festividad de la Virgen de Guadalupe, y se prolonga durante tres días. 
Es una tradición en la que las mujeres garífunas usan sus trajes típicos.

## Historia
El pororó se celebra desde antes de 1890 y nace con la Fe Cristiana del pueblo garífuna hacia la virgen, es por eso que las mujeres garifunas ese día usan traje indígena para venerar a la virgen.

## Tipo de baile
El pororó no es un baile individual ni un baile en parejas, sino colectivo, es decir, puede haber 10 o 15 personas agarradas de los hombros, creando un círculo.

## Música
El pororó no es un ritmo parranda, ni salsa, ni punta. Es una mezcla de instrumentos. Las canciones tienen su propia melodía.

## Lugar en el que se realiza
La tradición del pororó se celebra en Livingston (Izabal). Pero desde hace ya algunos años, por la cantidad de personas que se unen a esta celebración, se realiza también en Puerto Barrios, Izabal. O en Puerto San José Pinula 